# Supa Modo
Supa Modo ist ein deutsch-kenianischer Kinderspielfilm aus dem Jahr 2018. Regie führte der kenianische Filmemacher Likarion Wainaina. Das Drehbuch wurde von Mugambi Nthiga (leitender Drehbuchautor), Silas Miami, Wanjeri Gakuru und Kamau Wa Ndung'u geschrieben. Die Geschichte von Supa Modo basiert lose auf persönlichen Erfahrungen des Regisseurs.
Die Hauptrolle der neunjährigen Jo wird von Stycie Waweru gespielt. Es ist ihre erste Filmrolle.

## Handlung
Jo ist neun Jahre alt und ein fröhliches Mädchen, welches Filme liebt – vor allem die mit Superhelden. In ihrer Fantasie wird Jo oft zur Superheldin. Dann ist sie superstark, kann Dinge mit ihren Gedanken bewegen und fliegen. Filme und Superheldenträume sind so wichtig für Jo, da sie an Krebs erkrankt ist und mit vielen anderen kranken Kindern im Krankenhaus wohnt. Hier bekommen die kleinen Patienten immer wieder von Kinobetreiber Mike Filme gezeigt. Eine willkommene Ablenkung und vor allem immer wieder neues Futter für Jos Fanatasieausflüge. Als die Ärzte Jos Mutter Kathryn mitteilen, dass keine Heilung in Sicht ist und ihre Lebenserwartung nicht mehr besonders lang sein wird, entscheidet Kathryn, Jo aus dem Krankenhaus und wieder zu sich zu nehmen. Zu Hause angekommen ist Jo weit weg von ihren Freunden und von den Ablenkungen durch die regelmäßigen Filmvorführungen im Krankenhaus. Jos große Schwester Mwix spürt, dass Jo unter dieser Einsamkeit leidet und versucht sie mit kleinen Spielen abzulenken. Ein Spiel ist, dass Mwix so tut, als hätte Jo wirklich Superkräfte. So bindet sie einen durchsichtigen Faden an einen Salzstreuer und sagt Jo, dass sie den Streuer mit Gedanken bewegen soll. Und schwups bewegt sich der Salzstreuer, da Mwix am durchsichtigen Faden zieht. Jo macht dieses Spiel natürlich viel Spaß und Mwix animiert auch andere mitzumachen. So „friert“ Jo die ganze Fußballmannschaft ein und schafft es so, trotz ihrer schwachen körperlichen Konstitution, ein Tor zu schießen.
Um Jos verbleibende Zeit schön zu gestalten, beschließt Mwix Jo bei ihrem größten Traum zu helfen, einen Film zu drehen, in dem Jo die Superheldin spielt: Supa Modo. Da Jos Körper immer schwächer wird, ist Kathryn strikt gegen die Idee. Zum Glück merkt sie aber, wie sehr dieses Vorhaben ihrer Tochter am Herzen liegt, und beschließt zu helfen und bittet auch die Dorfbewohner, das Vorhaben zu unterstützen. Und so entsteht mit viel Liebe und mit Hilfe eines ganzen Dorfes ein Superheldenfilm, in dem Jo eine wahrhaftige Superheldin ist. So konnte Jo, bevor ihre Krankheit sie schlussendlich aus dem Leben reißt, sich ihren großen Traum verwirklichen und mit Supa Modo die Superheldin werden, die schon immer in ihr steckte, und hinterlässt so auch eine bleibende Erinnerung für ihre Familie und Freunde.

## Hintergrund
Supa Modo entstand als sechster Film im Rahmen des alljährlich stattfindenden „One Fine Day Films Workshops“ der Filmproduktionsgesellschaft One Fine Day Films. Die Filmmusik wurde vom kenianischen Filmmusikkomponisten Sean Peevers komponiert und in Deutschland mit dem Jungen Orchester NRW aufgenommen. Der Film wurde erstmals am 18. Februar 2018 bei den 68. Internationalen Filmfestspielen Berlins öffentlich vorgestellt und kam am 18. April 2019 in die deutschen Kinos.

## Auszeichnungen
- Lobende Erwähnung – Filmreihe Generation 68. Internationale Filmfestspiele Berlin[3]

- Audience Award „Best Feature Narrative“ – Alexander Valley Film Festival 2018[4]

- Best Indigenous Language Movie (Swahili) – AMVCA 2018[5]

- Best New Director – Capetown International Film Festival 2018[6]

- Gewinner Best Youth Film – Cinekid 2018[7]

- Gewinner Artistic Bravery Award – Durban International Film Festival 2018[8]

- International Jury Special Mention – Edinburgh International Film Festival 2018[9]

- Gewinner Audience Choice Award Best Film – The Jozi Film Festival 2018[10]

- ECFA Award – Kristiansand International Children’s Film Festival 2018[11]

- Gewinner Youth Jury Award – Minneapolis St Paul International Film Festival 2018[12]

- Gewinner Jugend- und Kinderfilmpreis des Goethe-Instituts – SCHLINGEL International Filmfestival 2018[13]

- Official Selection – TIFF Kids International Film Festival 2018[14]

- Gewinner Golden Dhow Award – ZIFF 2018[15]

- 2018: FILMZ – Festival des deutschen Kinos – Publikumspreis Langfilm

- 2018: Internationales Filmfest Emden-Norderney – Gewinner Bernhard-Wicki-Preis „Gold“[16]

- 2018: Filmfest Hamburg – Gewinner des MICHEL Awards[17]

## Kritiken
„‚Supa Modo‘ ist ein mitreißendes Drama. Die Vorliebe für oft verpönte Superhelden-Filme feiert ‚Supa Modo‘ aus Kenia, der im Rahmen eines Projekts entstand, das Tom Tykwer zur Unterstützung afrikanischer Filmemacher anstieß. (…) ein mitreißendes Drama um kindliche Stärke, vitale Trauerarbeit und Fantasie – eine Liebeserklärung an die Zauberwelt des Kinos.“

„Andere Lucas-Filme werden als schön empfunden, dabei weinen alle. Fast alle. ‚Supa Modo‘ (2018 Kenia/Deutschland), entstanden mit der Förderung von Tom Tykwers Afrika-Projekt One Fine Day Films, lässt es im Kino des Deutschen Filmmuseums am Frankfurter Mainufer ganz still werden. ‚Sie ist unser Kind!‘, trotzig von einem Dorfbewohner im Namen aller Dorfbewohner vorgetragen, ist so ein typischer Lucas-Satz, der für das Gute im Ausweglosen steht, Trost für die Untröstlichen. Sie hätten nicht geheult, können hinterher nur die ganz harten Typen unter den zehnjährigen Jungen von sich behaupten.“

„Supa Modo ist damit ein Superhelden-Film im wahrsten Sinne, der zu keinem Augenblick der Gefahr allzu sentimentaler Abschiedsszenen verfällt. Auch deswegen ist es ein Film, dessen Superkraft darin liegt, an die Ewigkeit der Phantasie glauben zu können und an ihre Macht, der kein Tod jemals etwas anhaben könnte.“